# Жандармерия Греции

Жандармерия Греции (греч. Ελληνική Χωροφυλακή, Elliniki Chorofylaki) — формирования военной полиции (жандармерия) королевства Греции двойного подчинения (Министерству внутренних дел и Министерству обороны королевства Греция). Наряду с Национальной полицией являлась важнейшей составной частью административного аппарата исполнительной власти и правоохранительной системы королевства Греция.

## История

### XIX век

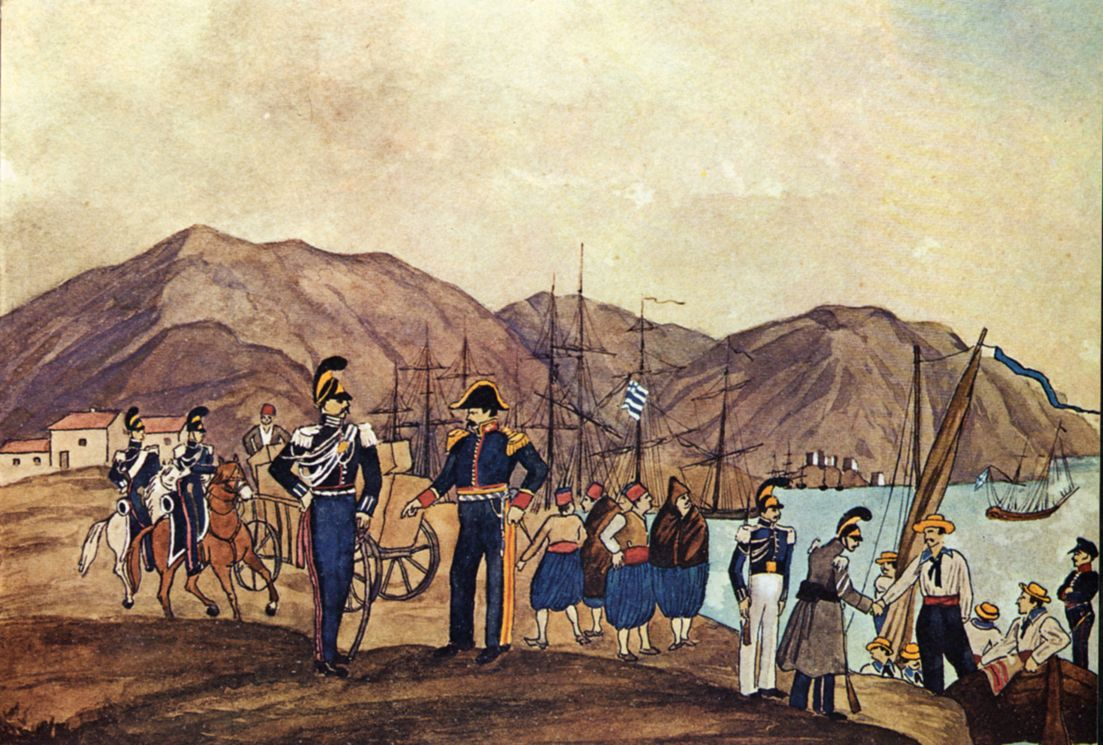
Жандармы в Халкиде в 1835 году.

Греческая жандармерия была создана после восшествия на престол короля Оттона в 1833 году как королевская жандармерия (греч. Βασιλική χωροφυλακή) и создана по образцу французской национальной жандармерии. Первым командующим жандармерии стал французский филэллин Франсуа Грайяр. Она была в то время формально частью армии и подчинялась военному министерству. Несколько иностранных советников (в частности, из Баварии, которые подчеркивали элементы централизации и авторитаризма) были также привлечены для подготовки и тактического консультирования вновь сформированных сил. Главной задачей жандармерии при армии в целом в этот период была, во-первых, борьба с широким бандитизмом, который был распространён в сельской местности на протяжении всего XIX века и включал похищения людей с целью выкупа, подавление местных восстаний и создание сильной исполнительной власти. Димитриос Делигеоргис был назначен командующим жандармерии в 1854 году.
Связи армии с жандармерией, а также характер структуры сил и их иерархия (сходство с армией) сохранялись на протяжении всего XIX века по ряду причин. В основном социально-политические волнения, которые характеризовали этот период, включая непропорциональную бедность, правительственное угнетение, спорадические восстания и политическую нестабильность. В результате этого, а также благодаря участию вооруженных сил, жандармерия оставалась в значительной степени консервативным органом на протяжении всего периода, а также имела место определенная политизация во время обучения, поскольку будущие жандармы обучались в военных лагерях.

### XX век

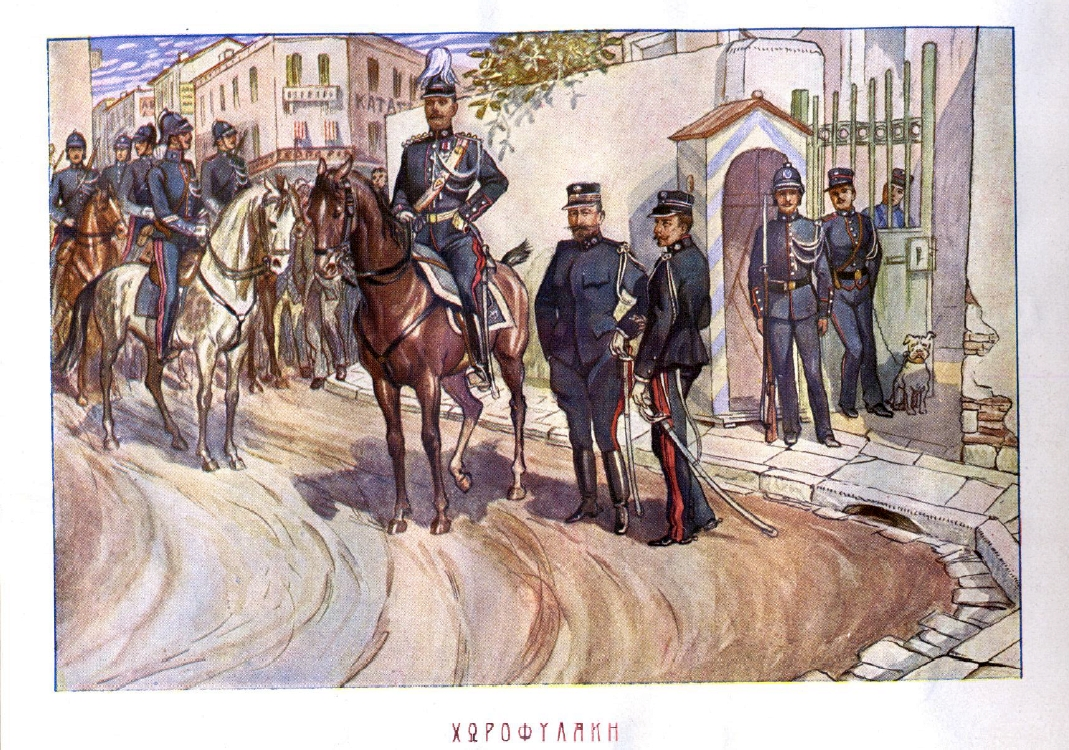
Греческая жандармерия на рубеже XX-го века.

В 1906 году жандармерия подверглась первой серьезной реорганизации на административном уровне. Она приобрела свои собственные учебные заведения, независимые от армейских (хотя все ещё оставаясь номинальной частью вооруженных сил). Несмотря на это, жандармерия все ещё сохраняла в основном военную структуру, основанную на её участии в македонской борьбе, Балканских войн и Первой Мировой войнах. В результате она, как правило, игнорировала гражданские вопросы, что было решено с созданием гражданской городской полиции в Аттике в 1920 году, которая в конечном итоге будет расширена до городских центров по всей стране.
Модернизация полицейских сил страны тормозилась последовательными периодами политической нестабильности, кульминацией которых стали режим Иоанниса Метаксаса и Вторая Мировая война. Однако после войны были привлечены британские эксперты, чтобы помочь реформировать полицию по образцу британской полиции. В результате после 1946 года полицейские силы перестали быть формальной частью министерства обороны, хотя они сохранили некоторые военные черты и были организованы по военному принципу.
Отражая новый акцент на гражданскую полицию, в 1984 году и жандармерия, и городская полиция были объединены в единую греческую полицию, которая, однако, сохранила элементы прежней военной структуры и иерархии.

## Чины и ранги жандармерии

### 1908–1935 годы
| Ранги      | Ранги       | Ранги          | Ранги         | Ранги         | Ранги         |
| ---------- | ----------- | -------------- | ------------- | ------------- | ------------- |
| Мирарархос | Ипомирархос | Антипомирархос | Эномотархис А | Эномотархис Β | Ипеномотархис |
|            |             |                |               |               |               |

### 1935–1984 годы
| Генерал лейтенант (Начальник) Αντιστράτηγος | Генерал майор (Υποστράτηγος) | Бригадир Ταξίαρχος | Полковник (Директор полиции) Συνταγματάρχης | Подполковник Αν/χης | Майор (Ταγματάρχης) | Капимн Μοίραρχος | Лейтенант Υπομοίραρχος | Младший лейтант Ανθυπομοίραρχος | Прапорщик Ανθυπασπιστής | Ενωμοτάρχης Α΄ | Ενωμοτάρχης | Υπενωμοτάρχης | Жандарм Χωροφύλακας | Жандарм стажёр Δόκιμος Χωροφύλακας |
|                                             |                              |                    |                                             |                     |                     |                  |                        |                                 |                         |                |             |               |                     |                                    |